# Jan Waldhaus von Heerse
Jan Waldhaus von Heerse – mistrz krajowy Inflant zakonu krzyżackiego w latach 1470-1471. 

## Życiorys
Jego głównym celem była obrona inflanckiej części Państwa zakonnego przed rosnącą w potęgę Moskwą. W tym celu zdecydował się na przeniesienie swojej siedziby do Felina będącego najmocniejszą twierdzą na jego terenie. Zrezygnował z najbogatszej prowincji Rygi  jako części swojego skarba. Zamiast niej, wcielił do niego Felin oraz pewne wójtostwa. Swojego brata uczynił komturem Rygi. 
Zakonnikom zmieniającym urzędy zakazał zabierania zapasów zboża oraz zbierania danin od chłopów. Spowodowało to bunt, w wyniku którego został zdymisjonowany w 1471 roku, a następnie wtrącony do więzienia, gdzie został zamordowany.